# Antonowka (Apfel)
 Antonowka, auch Antonovka bzw. Possarts Nalivia, ist ein Zufallssämling aus dem Baltikum oder Russland. Die Früchte werden im September reif und sind wenig aromatisch. Allerdings ist die Sorte frosthart und widerstandsfähig gegen Schorf. Antonowka ist eine der wenigen Resistenz-Quellen, nach ihr wurde die Schorfresistenz Va (Ventuna antonovka) benannt.
Sie wird daher zur Züchtung neuer schorfresistenter Sorten verwendet. Beispiele dafür sind Reglindis oder Angold.